# Siphonognathus
Siphonognathus – rodzaj morskich ryb okoniokształtnych z rodziny Odacidae.

## Klasyfikacja
Gatunki zaliczane do tego rodzaju:
- Siphonognathus argyrophanes
- Siphonognathus attenuatus
- Siphonognathus beddomei
- Siphonognathus caninis
- Siphonognathus radiatus
- Siphonognathus tanyourus